# Greta Schröder
Pour les articles homonymes, voir Schröder.
Greta Schröder, est une actrice allemande née selon les sources, le 27 juin 1892 à Düsseldorf et décédée le 8 juin 1980 à Berlin,. Elle est surtout connue pour le rôle d'Ellen qu'elle incarne dans le film Nosferatu le vampire, réalisé par Friedrich Wilhelm Murnau en 1922.

## Biographie
Ayant commencé sa carrière d'actrice à l'aube des années 1920, Greta Schröder apparaît dans nombre de films rattachés au courant du cinéma expressionniste allemand. Son rôle le plus marquant est sans nul doute celui d'Ellen, la femme de Thomas Hutter et victime du comte Orlok qu'elle interprète dans le film muet Nosferatu le vampire (1922). Dans L'Ombre du vampire, réalisé en 2000 et qui reprend l'histoire du tournage du film, Greta est présentée comme une actrice célèbre, alors qu'au moment de Nosferatu le vampire, elle commençait tout juste à se faire connaître. Le point fort de sa carrière se situe véritablement dans les années 1920. Elle apparaît par exemple dans un autre film expressionniste, Le Golem. Dans les années 1930, elle tient surtout des rôles secondaires mais tourne au Royaume-Uni, notamment dans le film  La Reine Victoria en 1937. Elle continue de tourner jusqu'au début des années 1950. 
Greta Schröder a été mariée au danseur, acteur et réalisateur Ernst Mátray, puis au réalisateur Paul Wegener, jusqu'à son décès en 1948.

## Filmographie
- 1913 : Die Insel der Seligen (de) de Max Reinhardt : Psyche
- 1920 : Le Golem de Paul Wegener et Carl Boese
- 1920 : Die geschlossene Kette (de) de Paul L. Stein
- 1921 : Der verlorene Schatten (en) de Rochus Gliese : Dorothea Durande
- 1921 : Zirkus des Lebens (de) de Johannes Guter : Alegria (créditée Greta Schröder-Matray)
- 1922 : Marizza, genannt die Schmugglermadonna de Friedrich Wilhelm Murnau : Sadja
- 1922 : Nosferatu le vampire de Friedrich Wilhelm Murnau : Ellen
- 1922 : Es leuchtet meine Liebe (en) de Paul L. Stein : Therese
- 1923 : Paganini de Heinz Goldberg (en) : Antonia Paganini
- 1937 : La Reine Victoria (Victoria the Great) ) d'Herbert Wilcox : La Baronne Lehzen (créditée Grete Wegener)
- 1938 : Soixante années de gloire (en) (Sixty Glorious Years) d'Herbert Wilcox : La Baronne Lehzen (créditée Grete Wegener)
- 1943 : Le Chant de la métropole (Großstadtmelodie) de Wolfgang Liebeneiner
- 1943 : Wildvogel de Johannes Meyer : Jutta Lossen
- 1945 : Kolberg de Veit Harlan : Frau von Voß
- 1953 : Pünktchen und Anton (de) de Thomas Engel : Invitée de la fête (non créditée)
- 1953 : Le Tigre de Colombo (en) de Veit Harlan
- 1954 : Prisonnière du Maharadjah de Veit Harlan : La servante de Yrida